# SMS Ariadne
Az SMS Ariadne a Császári Haditengerészet egyik könnyűcirkálója volt az első világháború idején és konfliktus elején vívott helgolandi csatában veszett oda.
A cirkáló a tíz egységből álló Gazelle-osztály ötödik tagjaként épült meg a századforduló éveiben. Ez az osztály a korábbi „védelem nélküli cirkálók” (Ungeschützter Kreuzer) és aviso-hajók kombinációjaként lett kifejlesztve és e két hajótípus előnyös vonásait igyekeztek ötvözni benne. Ennek eredményeképpen lényegében a Császári Haditengerészet könnyűcirkálóinak elődjét alkották meg. Építése révén egyaránt szolgálhatott a flotta kötelékében és a gyarmatokon is. Fő fegyverzetét 10 darab 10,5 cm-es tengerészeti ágyú alkotta és csúcssebessége elérte a 22,1 csomót.
Az Ariadne pályafutása során kevés időt töltött aktív szolgálatban. Először a Nyílttengeri Flottánál az I.  csatahajóraj kötelékében volt, majd 1902 és 1906 között az I. felderítőcsoporthoz tartozott. Ez idő alatt rutinszerű hadgyakorlatokon és tengerentúli cirkálóutakon vett részt. 1906 végén kivonták az aktív szolgálatból és egészen a világháború kitöréséig tartalékban maradt. 1914. augusztus 2-án reaktiválták és Németország északi-tengeri partvidékét oltalmazó egyik rombolóflottilla vezérhajója lett. Az 1914. augusztus 28-án megvívott helgolandi csata során a járőrhajók védelmére küldték ki, de a ködös időben brit csatacirkálókkal futott össze és ezek rövid idő alatt súlyosan megrongálták, majd a súlyosan sérült cirkálót magára hagyták. Túlélőit a hamarosan helyszínre érkező német könnyűcirkálók mentették ki és nem sokkal ezt követően felborult és felvont lobogókkal elsüllyedt.

## Tervezése és építése
A Gefion „védelem nélküli cirkáló” és a Hela aviso-hajó megépítését követően a haditengerészeti minisztérium (Reichsmarineamt) egy olyan kiscirkáló (könnyűcirkáló) kifejlesztése mellett döntött, mely mindkét hajótípus legjobb tulajdonságaival rendelkezik. A tervezőknek egy páncélvédelemmel rendelkező kiscirkálót kellett tervezniük, mely a sebesség, fegyverzet és stabilitás optimális kombinációja mellett kellő tartóssággal rendelkezett ahhoz, hogy a német gyarmatokon is alkalmazható legyen. Ennek eredményeként készültek el a Gazelle-osztály tervei, melyek alapjául szolgáltak a Császári Haditengerészet összes későbbi könnyűcirkálójának.
Az Ariadne teljes hosszúsága 105,1 m, legnagyobb szélessége 12,2 m, legnagyobb merülése (a hajó elejénél) teljes terhelés mellett 4,93 m volt. Normál vízkiszorítása 2659 t, teljes terhelés mellett 3006 t volt. Két háromszoros expanziójú gőzgép forgatta meg a két hajócsavarjának tengelyeit. Ezeket 8000 le összteljesítményűre tervezték, amivel 21,5 csomós sebességet kellett tudniuk elérni. Ténylegesen azonban elérte a 8827 le teljesítményt és a 22,1 csomó végsebességet is. A gőzgépeket kilenc darab Marine-típusú vízcsöves gőzkazán látta el gőzzel. Az elraktározható 560 t szénnel 12 csomós sebesség mellett 3560 tmf volt a hatótávolsága. Legénységét 14 tiszt és 243 sorozott állományú alkotta.
A cirkáló fő fegyverzetét 10 darab 10,5 cm űrméretű, 40-es kaliberhosszúságú gyorstüzelő ágyú adta, melyeket külön lövegtalpakon helyeztek el szimmetrikusan a hajó két oldalán. Kettő-kettő volt egymás mellett elhelyezve a hajó orrán és a tatján, míg a felépítmények mellett kétoldalt három-három került felállításra. E lövegek maximális lőtávolsága 12 200 m volt és 1000 darab lövedék tartozott a lőszerkészletükhöz, így mindegyik lövegre 100 lövedék jutott. Két víz alatti, 45 cm űrméretű torpedóvető csővel is rendelkezett, melyekhez öt torpedót tudott magával szállítani. Ezek oldalra nézve lettek beépítve azonos magasságban, így egy közös torpedókamrájuk volt.
A fedélzetét 20–25 mm, a parancsnoki tornyát 20–80 mm vastagságú páncéllemezek oltalmazták az ellenséges lövedékektől. A lövegpajzsok vastagsága 50 mm volt.
Az Ariadne ”D” átmeneti megjelöléssel került megrendelésre az AG Weser brémai hajógyáránál és 1899. december 14-én fektették le a gerincét. A vízrebocsátására 1900. augusztus 10-én került sor. Az ünnepi alkalomból a wilhelmshaveni Kaiserliche Werft hajógyár igazgatója, Hugo von Schuckmann ellentengernagy mondott beszédet, a keresztelést von Inn- und Knyphausen frízföldi grófnő végezte. Nevét a görög mitológiából ismert Minósz krétai király lánya, Ariadné hercegnő után kapta. Ez volt a Császári Haditengerészet második hajója, mely ezt a nevet viselte az 1872 és 1890 között szolgálatban álló cirkálókorvett után.

## Szolgálata

### Békeidőben
A vízrebocsátást követő felszerelése után 1901. május 18-án kezdte meg a próbajáratait Karl Deubel fregattkapitány parancsnoksága alatt, aki már két testvérhajójának, a Medusának és a Thetisnek is levezette a próbajáratait. Az egyik ilyen próba során július 11-én a bal oldali első kazánja felrobbant. A balesetben hárman veszítették életüket és hárman sebesültek meg. A próbákat július 26-án megszakították és csak 1902. október 2-án folytatódtak egy új parancsnok, Adolf Josephi korvettkapitány vezetésével. Végül 1902. október 22-én nyilvánították szolgálatkésznek és a Kielben állomásozó I. csatahajórajhoz (Geschwader I) került. A csatahajókkal tartott azok norvégiai útján, majd ezt követően részt vett az Északi-tengeren megtartott hadgyakorlaton. 1903. március 1-én az Ariadnét az újonnan megalakított I. felderítőcsoporthoz (Aufklärungsgruppe I) helyezték át, mely egység Ludwig Borckenhagen ellentengernagy vezetésével a flotta fő felderítő egysége volt.
Az alakulat 1903 elején gyakorlóútra indult Spanyolországba. Az Ariadne útközben május 14-én megállt a bretagne-i Brestben, hogy a hajóraj postáját átvegye. Július folyamán a flotta zöme, soraiban az Ariadnével újabb látogatást tett Norvégiába. A flotta éves őszi hadgyakorlatára szeptemberben és októberben került sor az Északi- és a Balti-tengeren. 1904 májusában flotta szintű gyakorlatokon, majd a Kielbe látogató VII. Eduárd brit uralkodó tiszteletére megtartott flottaszemlén vett részt. A flottával ezután látogatást tett Nagy-Britanniába, majd Vilmos császár jachtját, a Hohenzollernt kísérte annak szeptember 3-10. közötti útja során. Ezidőtájt Alfred Schirmer korvettkapitány vette át a cirkáló parancsnokságát. 1905-ben részt vett a flotta éves gyakorlatain, melyek közül a márciusit megszakította a Mecklenburg csatahajó zátonyra futása a Nagy-Bæltben. Az Ariadne azon hajók között volt, melyek feladatul kapták a csatahajó levontatását a zátonyról. 1906 februárjában az új Preußen csatahajót kísérte, mely Németországot képviselte IX. Keresztély dán király temetésén és utódja, VIII. Frigyes koronázási ünnepségén Koppenhágában. Innen Wilhelmshavenbe visszatérve az Ariadnét szeptember 22-én kivonták az aktív szolgálatból és a tartalékflottához helyezték át, melynek állományába tartozott a következő nyolc év során.

### Első világháború
Az első világháború kitörésekor 1914. augusztus 2-án az Ariadnét ismét szolgálatba állították és a Jade és Weser folyók torkolatánál partvédelmet ellátó rombolók (torpedónaszádok) flottilláinak lett a zászlóshajója. Ezek a hajók azt a feladatot kapták, hogy védjék meg e fontos vízi útvonalakat az ellenséges hadihajóktól. A parancsnoka Hans Seebohm sorhajókapitány lett.
Augusztus 23-án több brit parancsnok tervet nyújtott be a német partok ellen könnyűcirkálók és rombolók részvételével végrehajtandó támadás kivitelezésére. Ezek a rajtaütésszerű támadásra kiszemelt egységek a Reginald Tyrwhitt vezette és a délkelet-angliai Harwichban állomásozó könnyűerőkhöz (Harwich Force) tartoztak. A hadművelet biztosítására küldtek további erőket is, közte a David Beatty altengernagy vezette csatacirkálórajt. A brit admiralitás által jóváhagyott haditerv végrehajtását augusztus 28-ra tűzték ki. A brit erők augusztus 26-án estétől kezdve futottak ki a hadműveletre, kezdve a lassabb tengeralattjárókkal. A felszíni hajók nagyobb része másnap reggel futott ki. A 7. cirkálóraj, melyet szintén a Harwich Force támogatására jelöltek ki, ugyanezen a napon hagyta el a bázisát.

#### Helgolandi csata

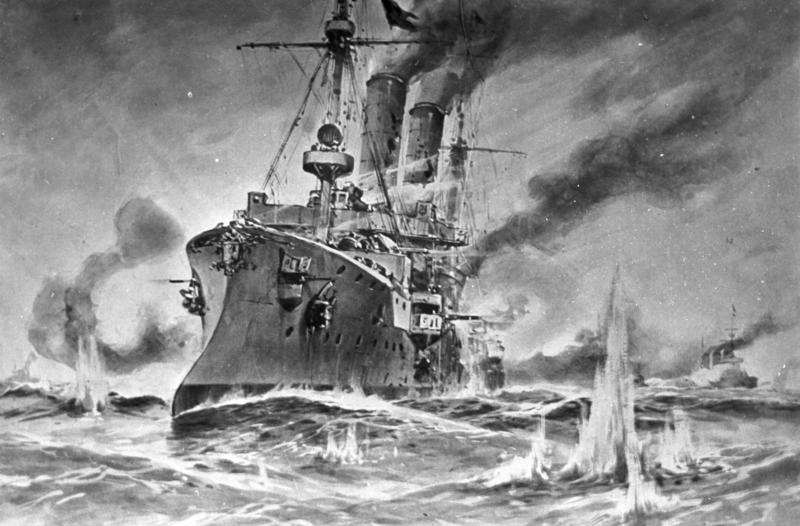
Az Ariadne a helgolandi csatában

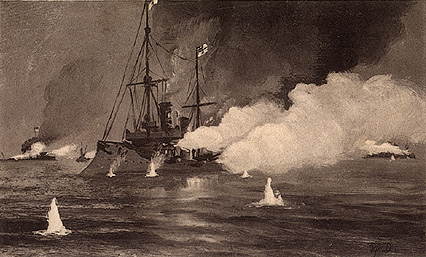
Az Ariadne egy 1914-es német képeslapon

A Német-öböl rotációs rendszerben megszervezett védelmében az Ariadne augusztus 28-án reggel került hátravonásra az első védelmi vonalból és vetett horgonyt a Weser torkolatánál, hogy itt álljon készenlétben az őrjáratot teljesítő rombolók és cirkálók szükség esetén való támogatásához.
Amikor a Helgolandtól délre folyó harc ágyúdörejét és a Stettin segélykérő üzenetét meghallotta, kifutott, de visszafordult miután a fegyverek zaja elnémult és brit rádiójelentések alapján, hogy az ellenség nyugati irányba visszavonult. Amint a Jadéhoz ért, összetalálkozott a nagy sebességgel nyugati irányba kifutó Cölnnel, Leberecht Maaß ellentengernagy zászlóshajójával, mely az Ariadnét és a Niobét támogatásul hívta. A Niobe ekkor Wilhelmshavenben volt szenet vételezni, így egyedül az Ariadne tarthatott vele. A jóval gyorsabb Cöln azonban hamar látótávolságon kívül került tőle. Hamarosan a Mainz és a Straßburg jeleit vételezte, miszerint ellenséges rombolókkal állnak harcban és feléjük vette az irányt. A rádiójelei alapján a Cöln is így tett. Útközben észlelni vélt egy ellenséges tengeralattjárót, mely azonban nem tudott lövési pozícióba kerülni. Röviddel ezután baloldalt elől ágyúdörejt hallottak és ebbe az irányba vették az irányt. Röviddel 14:00 előtt két hajó bukkant elő a ködből, közülük a közelebb lévő és közvetlen előttük feltűnő nem válaszolt az azonosító jelre. Ezt a hajót csatacirkálóként azonosították – ez volt a Lion – és az Ariadne egy jobb oldali fordulóval igyekezett kitérni előle. A másik, távolabb lévő hajó a Cöln volt, mely jóval északabbra helyezkedett és eddig őt üldözte a Lion. Az Ariadne megjelenése átmenetileg enyhített a Cöln szorult helyzetén, mivel a csatacirkáló áthelyezte róla a tüzét az Ariadnére. Az Ariadne hamar elszenvedte az első találatot, mely az elülső kazántermében robbant és begyújtotta a szénkészlet egy részét. A kazántermet a füst miatt ki kellett üríteni. Ezzel öt kazánja vált használhatatlanná és ezután már csak 15 csomós sebességgel tudott haladni.

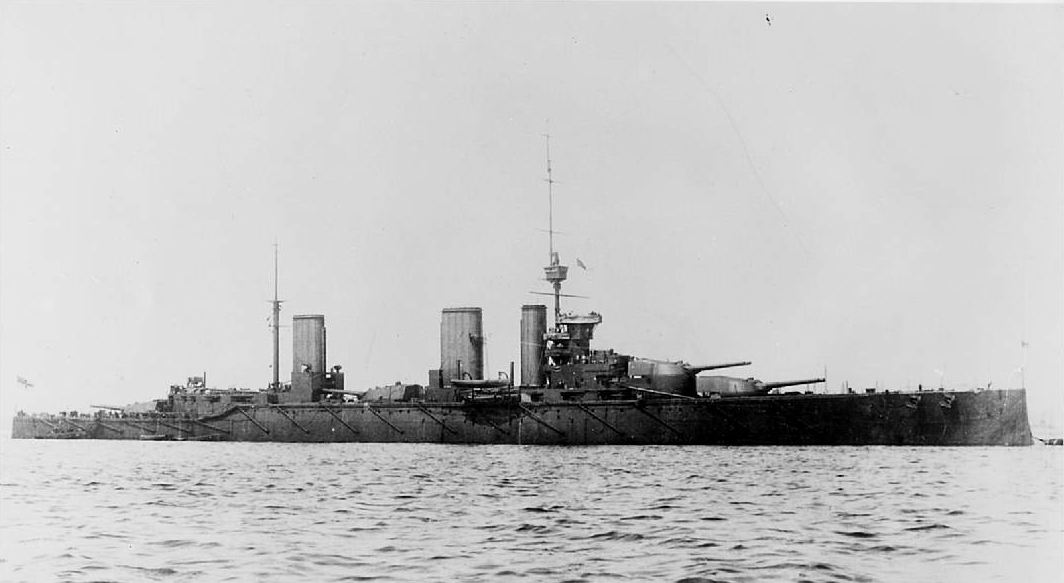
A Lion brit csatacirkáló

A Lion mindössze három sortüzet lőtt ki rá, de a mögötte felbukkanó másik csatacirkáló 5500, 4000, majd kb. 3000 m távolságokról is lőtte az Ariadnét. Az Ariadne számos találatot kapott nagy kaliberű lövegektől. Több lövedék találta el a tatját, mely teljesen lángba borult. Az itt tartózkodók egy részét csak nagy szerencsével sikerült kimenteni. A hajó orra is számos találatot kapott, melyek közül az egyik a páncélfedélzetet átütve kiiktatta a torpedókamrát, míg egy másik a kötözőhelyiséget érte és végzett az ott tartózkodók nagy részével. . Ellenben a hajó középső részét és a parancsnoki hidat szinte teljesen megkímélték a lövedékek. Ezek erős gyújtó hatása miatt a lakrészek hamar lángokban álltak és ezeket nem lehetett oltani, ráadásul a páncélfedélzet feletti vízvezetékek hamar használhatatlanná váltak.
14:30-kor a britek hirtelen nyugatnak tértek ki, Seebohm sorhajókapitány meglátása szerint ennek oka az lehetett, hogy a lángokban álló tat nagy füstje miatt nem tudták kivenni a célpontot. (A brit feljegyzések szerint mert már biztosra vették az elsüllyedését.) Az Ariadne mindezidáig a még használható lövegeivel viszonozta a tüzet, a lövegek önállóan lőttek, miután mindenféle parancsközvetítés megszakadt. Találatot azonban nem tudott elérni. A harc során a gépterem, a hátsó kazánterem és a kormánymű sértetlen maradt. Miután a tüzet nem lehetett megfékezni, a legénység a hajóorr mögötti részen gyülekezett és a sebesülteket is ide szállították. Seebohm sorhajókapitány háromszoros hurrát vezényelt Őfelsége a császár személyére, ami után a túlélők elénekelték a Flaggenliedet és a Deutschlandliedet.
Röviddel 15:00 előtt érkezett a helyszínre a Danzig majd a Stralsund és láttak hozzá a túlélők kimentésének. Hipper tengernagy azon parancsának, hogy a tengeren lévő egységek a közeledő csatacirkálókhoz csatlakozzanak, a Danzig parancsnoka , Reiß fregattkapitány megtagadta azzal az üzenettel, hogy „Az Ariadne embereit mentem.”  Még az Ariadne is vízre tudta tenni két kutterét, mivel a hajó középső részét, ahol tárolták őket, megkímélték a találatok. A Stralsund – Seebohm kérésére – megpróbálta vontába venni a sérült hajót, de az Ariadne 16:25-kor hirtelen felvont lobogóval felborult és hamarosan elsüllyedt. A mentési munkálatokat a fedélzeten elhelyezett lőszerkészlet időnként bekövetkező robbanásai hátráltatták és emiatt a mentőcsónakok nem közelíthették meg a kívánt mértékben. Mintegy 250 főt sikerült kimenteni – ebből 170 főt a Danzig, 59 főt a Stralsund – és 64 ember vesztette életét.

## AzAriadnemaradványai
A hajó maradványait 1973-ban találták meg Norderney szigete előtt, 37 km-re nyugatra Helgolandtól az É 54°09′ K 7°7′ koordinátán 40 méteres mélységben, négy tengeri mérföldre onnan, ahol az elsüllyedését jelentették. A hajó gerincével felfelé és orrával keletnek nézve nyugszik a homokos-iszapos tengerfenéken. Pár fokkal a bal oldalára van dőlve, így ezen az oldalán a lengéscsillapító hosszborda az iszap alatt van, míg a jobboldali csaknem merőleges szögben felfelé áll és csaknem teljes hosszában látható. A jobb oldali torpedóvető cső nyílása nyitott helyzetben van. Szintén a hajó ezen elülső részén a lengéscsillapító hosszborda végénél található egy szintén egy méter átmérőjű, láthatóan lövedék ütötte lyuk, melyet feltételezhetően a Seebohm sorhajókapitány jelentésében is leírt, az elülső kazántermet ért lövedék okozta. 
A 2017 augusztusában a cirkálóhoz tett első tudományos célzatú búvárexpedíció a hajótestet jó állapotban lévőnek találta. Az Ariadne roncsának egyik érdekessége, hogy a búvárok csaknem a gerinc teljes hosszán végigfutó deszkaborítást figyeltek meg, mely a mintavétel kielemzése alapján tölgyből készült. Ez a borítás (németül: Scheuerkiel avagy Loskiel) 36 cm széles és 8 cm vastag és vélhetőleg azt a célt szolgálta, hogy zátonyra futáskor – akár leválása árán is – megóvja a tényleges hajógerincet a sérüléstől (innen a Loskiel elnevezés is). A másik lehetőség, hogy a brémai hajógyárban lehetett rá szükség, ahol a hajókat rendszeresen oldalukkal bocsátották vízre.

## Emlékezete
Theodor Plievier kommunista író a Des Kaisers Kulis című önéletrajzi művében emlékezett meg az Ariadne elsüllyedéséről, aminek szemtanúja volt.

## Függelék – Seebohm hajóparancsnok beszámolója
Az alábbi rész Hans Seebohm sorhajókapitány háború utáni beszámolóját tartalmazza, ahogy a háborús visszaemlékezéseket leközlő, 1922-ben megjelent Auf See unbesiegt 2. kötetében megjelent. A szövegben a rendfokozatok és beosztások német megfelelője illetve pár más kifejezés – mivel némelyik fordítása bizonytalan – zárójelben szerepel.
Seebohm leírása is beszámol arról a tapasztalatról, hogy a brit tüzérség viszonylag kis távolságból is némi nehézségekkel küzdött (bár ez esetben a csatacirkálóik tüzérsége jóval hatékonyabb volt, mint a könnyűcirkálóiké a másik esetekben), valamint arról, hogy az öreg német cirkáló meglepően jól viselte a számos nagy kaliberű találatot. A négy elvesztett német hadihajó közül – a német jelentések alapján legalábbis – az Ariadne volt az egyetlen, mely konkrétan az ellenséges tűzben süllyedt el, anélkül, hogy a legénysége tölteteket élesített volna az elsüllyesztésének meggyorsítására. Seebohm egy a Lionon megfigyelni vélt találatról tesz említést. A brit jelentések szerint a Lion 10 elhanyagolható kárt okozó találatot kapott, de ezeket a Cölnnek tulajdonítják.

„Az S. M. S. „Ariadne” végső harca. 

Az akkori hajóparancsnok, Seebohm jelenlegi sz. k. ellentengernagy elbeszélésében.
Röviddel a világháború kezdete előtt 2½ évig az amerikai állomáshelyen szolgáló S. M. S. „Bremen” parancsnoka voltam. Ott mindenfele a közeledő háború volt szóban, Anglia Németország ellen. Az egyik angol választási konzul indiszkréciója révén kiderült, hogy a hajóinkat Anglia már akkor megfigyelés alatt tartotta. Az akkori megfontolásaim [átadott tapasztalataim?] később jól jöttek az S. M. S. „Karlsruhe” számára, mivel a „Bremen” 1914 áprilisában 10 évnyi távollét után haza lett hívva. Németországban senki nem beszélt a közelgő háborúról, minden nyugodt és gondtalan volt, csak v. Tirpitz vezértengernagy mondta nekem a lejelentkezésemkor: „Feltartóztathatatlanul sodródunk a háború felé.” Ezek a szavak mindig megmaradtak bennem, anélkül, hogy akkoriban túl nagy jelentőséget tulajdonítottam volna nekik. Így a Jade kikötői flottillájának háború esetére való parancsnoki kinevezésem és egyben az S. M. S. „Ariadne” parancsnokává való kinevezésem viszonylag hidegen hagyott. Még a július folyamán részt vettem a szokásos flottagyakorlatokon az S. M. S. „Stralsund”-dal, anélkül, hogy a jövő miatt aggódtunk volna. Akkoriban találkoztunk Poincaré-val, aki útban volt Pétervár felé. A háború kitörése egy flensburgi tartózkodásom idején meglepetésként ért, innen azonnal Wilhelmshavenbe indultam, hogy a hajóimat és [egyéb] járműveimet szolgálatba állítsam. Mint kiderült jókora apparátust tett ki [a szolgálatba állításuk], amit előbb meg kellett szervezni. A hajók közé az „Ariadne”, a „Niobe”, a „Berlin”, a „Zieten”, a „Blitz” [kiscirkálók], a „Drache” ágyúnaszád és ehhez még egy tucat nagy és kis torpedónaszád tartozott. A háború elején az angolok Jadéra való betörésével számoltak és ezért a védelmére nagy hangsúlyt fektettek. Ami az „Ariadne”-t illeti, már nem volt a legjobb állapotban, a flottatörvény értelmében már egy év múlva véglegesen kiszelektálták volna. A szolgálatba állításakor személyesen nem voltam jelen, mivel a „Drache” ágyúnaszád fedélzetén a Jade előtt járőröztem. A kis járművön való tartózkodás egyáltalán nem jelentett kikapcsolódást a megfeszített őrszolgálat során; ezért nagyon örültem, mikor az „Ariadne” már néhány nap után az I. tiszt, Frank korvettkapitány vezetésével felbukkant a Külső-Jadénál. Nagy örömet okozott számomra a legénység egységes és lelkes hangulata. A legkülönbözőbb korosztályokból tevődött össze. A Seewehr 40-es éveikben járó tagjai mellett a legfiatalabb hajósinasokat, minden korbeli aktív szolgálatban lévőket és tartalékosokat lehetett látni. Mindannyian egyöntetűek voltak abban az igyekezetben, hogy minél előbb megmérkőzzünk az ellenséggel, és élénken üdvözölték, mikor a bemutatkozó beszédemben azt mondtam, mi az őrszolgálatban elsőkként érintkezünk az ellenséggel. Ezt követően a nappali gyakorlatozás és az éjjeli őrszolgálat mozgalmas időszaka következett. Nagy örömömre a hajót hamarosan harcképes állapotban láthattam, köszönhetően a legénység minden egyes tagjának fáradhatatlan munkájának. Némi gondot okozott számomra a hajó állapota, mivel a hajtóműveket és a kazánokat gyakran kisebb haváriák érték. A legnagyobb aggodalmat számomra és az I. tiszt számára a számos festékréteg okozta, melyek az öreg hajót borították és ütközet esetén nagy tűzveszélyt jelentettek. Emiatt úgy döntöttünk, hogy az első szükséges kikötői tartózkodás alkalmával az összes festékréteget lekapartatjuk, de nem így alakult. Augusztus végén a járőrözés kezdett lassan egyhangúvá válni, az angolok Jade előtti felbukkanásában igazán már senki nem hitt. Augusztus 28-ika csendesen, erős párás reggellel kezdődött. Már pirkadatkor olyan sűrű volt, hogy az öreg Jadéról Wangeroog szigetét sem lehetett látni. 9 óra körül hirtelen ágyúdörgést hallottunk a tenger felől. Hamarosan rádión üzenetek érkeztek, miszerint magányos ellenséges erőket észleltek Helgolandtól északra és délre, ahol a „Stettin” és a „Frauenlob” voltak őrhelyen. Ezután a „Frauenlob” egy angol cirkálóval és rombolókkal vívott harcról tett jelentést. Azonnal felvonattam a horgonyt, hogy a segítségére siessek. Természetesen voltak kételyeim a számomra kijelölt pozíció elhagyását illetően. A Jadét azonban az ott hátramaradt „Zieten”, „Blitz” és „Drache” megfelelő mértékben biztosították egy meglepetésszerű támadással szemben. A „Niobe” szénvételezés céljából Wilhelmshavenbe lett [előzőleg] irányítva és a „Berlin” még nem volt teljesen bevetésre kész állapotban. Időközben a tengeren vívott tűzharc erősödött. A harcnak nagyon hevesnek kellett lennie, [bár] a mi helyzetünkből nem lehetett azt látni. Egyre sűrűbb lett [a pára vagy a harci zaj?] és a ködben nehezen lehetett megkülönböztetni, hogy melyik égtáj felől érkezett az ágyúdörej. Egy mellém beálló aknaszedő hajó azt a téves információt adta, hogy az ellenség keleti irányban áttört az Elbához. Itt nem találtam semmit és sajnos nem jutottam el odáig, hogy a „Frauenlob” és az angol „Arethusa” cirkáló illetve mintegy 10 angol romboló harcába becsatlakozzak, amit az „Arethusa” még jobban megszenvedett volna, mint [pusztán] az öreg és nála jelentősen gyengébb „Frauenlob”-bal vívott harcot. Miközben a ködben keresgéltem, a következő rádióüzenet érkezett: „Az ellenség nyugati irányba vonul vissza.” A tisztjeim azonnal az üldözésükre akartak indulni, de én ehhez magam túl gyengének ítéltem (hat angol cirkálót jelentettek), emellett lelkiismeret furdalásom is volt amiatt, hogy a Jade védelméért felelős parancsnokként önhatalmúlag elhagytam a rám bízott pozíciót. Emiatt ismét a Jade felé vettük az irányt. A Külső-Jade előtt összetalálkoztunk a nagy sebességgel kifutó S. M. S. „Cöln” cirkálóval, Maaß ellentengernagy zászlóshajójával. Miközben a szituációról váltottunk vele zászlósjelzéseket, a wilhelmshaveni felső vezetés közbeavatkozott. A felderítő erők parancsnoka egy rádióüzenetben parancsba adta, hogy a kiscirkálók vegyék üldözőbe az ellenséget; az „Ariadne” és a „Niobe”, habár a kikötővédelmi erőkhöz tartoztak, lehetőség szerint csatlakozzanak [az üldözéshez]. Azonnal teljes sebességgel követtem a „Cöln”-t. Annak ellenére, hogy a gépeink személyzete a legjobbat hozta ki magából, utóbbi hamarosan eltűnt előttünk a ködben. A helyzetjelentéseiből az egész délelőtt meggyőződhettem arról, hogy a nyomdokvonalában maradtunk. Az ütközetre készülve a legénységnek azonnal déli szünetet rendeltem el, közben már 11 óra lett, és a hajónak sípjelzésekkel hírül adtam, hogy az „Ariadnénak parancsa van az ellenség üldözésére” („Ariadne hat Befehl, den Feind zu verfolgen”). Erre az üzenetre minden fedélzeten üdvrivalgásban tört ki a legénység. A nyugatnak való haladás közben kiváló jelentések érkeztek az ellenségről a vele kapcsolatot tartó S. M. S. „Straßburg” részéről. Ebből megállapíthattuk, hogy az „Arethusa”-t és a rombolóflottilláját délután 2 óra körül be kell, hogy érjük. 1 óra körül egy tengeralattjáró észlelését jelentették. Bethke írnok vette észre elsőként. Ez nyilvánvalóan az angolok által felállított tengeralattjáró-vonalhoz tartozott. Az angolok az egész akciót azért hajtották végre, hogy a flottánkat kicsalogassák a Jadéról és a felállított tengeralattjáróik vonala elé vonják. Az észlelt tengeralattjáró nyilvánvalóan egy kezdő volt. Az alámerülés után messze a vízfelszín fölött látható periszkóppal közeledett nagy sebességgel az „Ariadne”-hez. Valójában le akartam gázolni, de néhányan megjegyezték, hogy ez talán mégis egy saját tengeralattjáró lehet, ezért erős kormánymozdulattal („Hart Ruder”) kitértünk előle. A tengeralattjáró a támadás reménytelenségét látva eltűnt. Sajnos a lövegkezelők a „Hart Ruder” közben nem tudták célba venni a periszkópot. Röviddel rá a jobb oldalon a ködben az S. M. S. „Stettin” tűnt fel. A rangidősebb parancsnokként a „követni” („folgen”) parancsot akartam neki [jelzőkaros üzenet formájában] kiadni. Mielőtt erre sor kerülhetett volna a „Stettin” ismét eltűnt a sűrű ködben. Sokáig abban a hitben voltam, hogy a „Stettin” később velem együtt részt vett az angol páncélos cirkálókkal [itt: csatacirkálókkal] vívott harcban, valójában azonban eközben keletre volt tőlem, míg a tőlem nyugatra lévő „Cöln” elsőként botlott az ellenségbe. 1 óra 40 perckor előttünk folyamatos ágyúdörgés volt hallható. Ekkor érkezett egy rádióüzenet: „Ellenséges páncélos cirkálók” („Feindliche Panzerkreuzer” – itt: „ellenséges csatacirkálók”). A rádióüzenet e szavak után megszakadt. Feltételeztük, hogy a „Mainz” adta le, mely [cirkáló] Borkum felől érkezve ugyanazzal a szándékkal futott ki, mint mi, azaz megtámadni az „Arethusa”-t, [de] eközben fölényben lévő erőkbe szaladt és kemény harc után saját magát süllyesztette el. Az „ellenséges páncélos cirkálók” üzenetet az „Ariadne” hídján hallgatással vették tudomásul. Ilyen közel kerülve az ellenséghez már nem lehetett visszavonulni. A véletlen úgy hozta, hogy az „ellenséges páncélos cirkálók” üzenet utáni jelentésünkben megadtuk a helyzetünket, hozzátéve azt, hogy az „Ariadne jön” („Ariadne kommt”), ami később számos viccelődésnek az alapját képezte. Most már a ködben magunk előtt láttuk a torkolattüzek felvillanását. Feltételezve, hogy a „Cöln” az „Arethusa”-tól északra helyezkedik, némiképp módosítottam a menetirányunkat, hogy délről támadhassam meg az ellenséget. 1 óra 50 perckor a ködben a lövések villanásai alapján megállapítottuk, hogy két szemben álló fél egymással párhuzamosan haladva lövi egymást sortüzekkel. Az egyik épp előttünk volt, a másik valamennyire a jobb oldalunkon. Miközben még azt mérlegeltük, hogy ki lehet a barát és ki az ellenség, a közvetlen előttünk lévő hajó torkolattüze rendkívül erősnek és nagynak hatott. Közvetlenül ezután egy nagyon nagy hajó magas felépítményei bukkantak elő a ködből, mely épp felénk tartott. Ez csak ellenséges hajó lehetett. Jobbra kanyarodtam, hogy a párhuzamosan haladó harcban magam a baráti hajó elé pozícionáljam, melyet a „Stettin”-nek véltem, de valójában a „Cöln” volt az. Az ellenség, aki keleti irányba nagyobb látótávolsággal rendelkezett, mint mi a nyugati irányba, előbb észlelt minket, mint mi őt. Első üdvözlete egy hatalmas lövedékbecsapódás volt, mely 300 m távolságban röviden érkezett le, a második becsapódás már olyan közel volt a hajó orrához, hogy annak vízoszlopa már a hajó orrára hullott alá és ott mindent teljesen elöntött. Az események ekkor felgyorsultak. 4800 m távolságra célozva tüzet nyitottunk. Az első sortüzünkkel találatot észleltünk az ellenséges hajó orrán. Mi még a fordulás közben elszenvedtük az első találatot, mégpedig egy nagyon szerencsétlent. Az egyik gránát hátulról átlósan érkezve [több] méter hosszan felszakította a hajó oldalfalát közvetlenül a vízvonal felett és vélhetőleg az elülső kazánterem szénraktárában robbant. A következmények súlyosak voltak. A teljes elülső kazáncsoport használhatatlanná vált. Bár csak az egyik kazán sérült meg egy repeszdarabtól, a gőzét az első kéményen keresztül kieresztve, de Schröder és Schatmann gépészek jelentése szerint olyan füst keletkezett ettől a kazánházban, látszólag főként a parafa-szigetelés (Korkdamm) lángra kapása miatt, hogy a kazánházat el kellett hagyni. A kazánok alatti tüzeket kioltották és ezeket az előírás szerinti módon a felső fedélzetről leállították. Ezzel a hajó sebessége 15 tengeri mérföldre mérséklődött és meglehetős bizonyossággal az üldöző „Lion” csatacirkáló zsákmányává vált, mely mögött még egy hasonló osztályú hajó bukkant elő a ködből. Eközben az előírásnak megfelelően a parancsnoki toronyba mentem, de innen a köd és az ellenség hátul való helyezkedése miatt nem láttam át kellő mértékben a szituációt, így a [parancsnoki] torony mellé települtem [a törzsemmel]. Mellettem állt a zászlós tisztem, Brunswig sorhajóhadnagy (Kapitänleutnant), az adjutánsom, Zimmermann fregatthadnagy (Oberleutnant zur See), Kloever elbai révkalauz, Odenbreit és Piontek jelzőtisztek és a csónakmesterünk, Liebtal. Alig hagytuk el a parancsnoki tornyot, mikor a két ott felállított géppuskát lesöpörték onnan. A kövér Steppe tartalékos csónakmester-altiszt (Reservebootsmannsmaat) némileg elsápadva jött le és tett jelentést; a sapkája elvesztésén és az ijedtségen kívül más baja nem esett. Egy újabb találat leszakította az első kéményünk felső részét. Az ellenség közben hatalmas orrhullámot tolva maga előtt egyre csak közeledett. Ekkor már viszonylag nagy szünetekkel lőtt sortüzeket a négy 34 cm-es lövegtornyával. A csekély távolság miatt valójában a nagy kaliberű lövedékek mindegyikének célba kellett volna találnia. Mégis egy sor lövés oldalt elkerült minket, részben anélkül, hogy a lövedékek felrobbantak volna, részben felrobbanáskor hatalmas, barnás-sárgás színű vízhegyeket a magasba emelve.  A lecsökkent sebességünk miatt, mint arról már szó esett, számunkra nem volt menekvés. Ez azonban egyáltalán nem volt hatással a fedélzeten lévő hangulatra. Egy harckészültségi gyakorlathoz (Klarschiffübung) hasonló pontossággal követték egymást a sortüzek. A mi 10,5 cm-es ágyúinkkal nem sokat tehettünk az ellenség ellen. Körülbelül 10 perce tartott az ütközet, mikor egy teljes sortűz érte a hajó hátsó részét. A tat mélyen lenyomódott a vízbe, a gépek fordulatszáma visszaesett és én úgy gondoltam, ez itt a vég, a hajó darabjaira fog esni. Csodálatomra azonban ismét visszaállt egyenes gerincre (auf ebenem Kiel) és tovább haladt. A tatot ért találatok azonban így is végzetesek voltak. A tat teljes tüzérsége harcképtelenné vált. A tengerészlegénységből mintegy 27 ember veszítette életét ennek a sortűznek a következtében. A tatlövegek lövegparancsnokai (Geschützführer) közül Kucklick főmatróz azonnal életét veszítette. Lembke csónakmester (Oberbootsmannsmaat) röviddel az ütközet után hunyt el egy súlyos fejsérülés következtében, Rösel csónakmester (Bootsmannsmaat) súlyos lábsérüléssel került ki belőle, Heinemann csónakmester (Bootsmannsmaat) megsebesült és a fedélközbe sodródott, vele együtt nagyon súlyos sérülésekkel kerülték el a halált Schneider, Wüpper, Puch, Puchert és Mangin matrózok. A tat ütegparancsnoka, Westermann tartalékos korvetthadnagy (Leutnant zur See) a futárával a távíróbódé tetején állt. Ő az összekötő hídon (Laufbrücke) találta magát fejsérüléssel, míg a futárát darabokra tépte [a robbanás]. Holttestének maradványai a nagy árbóctartó kötélen lógtak. Az egész tat azonnal lángokban állt. A nagyszerű szikratávíró személyzetünk tagjai, akik nyilvánvalóan a rádiószoba ajtajának beragadása miatt nem tudtak elmenekülni, mind élve égtek halálra az egy Ihrig rádióst (Funkengast) leszámítva, aki súlyos égési sérüléseket szerezve ki tudott mászni egy tetőablakon keresztül. A távíróbódé tetején lévő fényszóró a fedélzetre esett. E sortűz után a tűzvezetésünk megszűnt. A parancsközvetítési berendezés elpusztult, a hátsó távmérő a vízbe esett, a lövegek, már amelyikek épen maradtak, önállóan folytatták a tüzelést. A parancsnoki toronyban lévő hajókormányt csak két ember erejével, Handke és Beilfuß matrózokéval lehetett elforgatni nagy erőfeszítések mellett, a gépek telegráfja tönkrement. A hajó hátsó része a főárbóc magasságának feléig felcsapó lángokkal és hatalmas fekete füstfelhővel égett. Limpricht számvivő tiszt (Oberzahlmeister) a taton súlyos fej- és lábsérüléseket szerzett és csak nagy fáradsággal lehetett kimenteni a lángok közül. Előttem vitték el [hordágyon] és a súlyos sérülései ellenére is igyekezett kedélyes arcot vágni. Jó sok szerencséje volt Gutknecht zászlósnak, aki a tatot ért sortűz becsapódását követően egy felborult löveg pajzsa alatt találta magát sértetlenül; miután eszméletéhez tért, teljesen elfeketedett arccal jelentkezett nálam újabb szolgálatra. Az első tiszthez küldtem, hogy a tatrészen tomboló tűz kiterjedéséről jelentést kapjak. Már nem érte el őket. Frank korvettkapitány a tűzoltókkal hátrafelé igyekezett a fedélközben, mikor egy telitalálat a csoport közé vágódott, Frankot és a vele tartók nagy részét darabokra szakította. Vogel gépész és az ácsszemélyzet nagy része életét veszítette. Diedrich gépész és Sievers főgépész (Obermaschinistenmaat) vették át az oltási feladatokat, de a dühöngő lángokkal szemben nem tudtak mit tenni. A tűzoltóvezeték használhatatlannak bizonyult. Az ütközet közben folyt tovább, a torpedótiszt, Besserer fregatthadnagy (Oberleutnant zur See), jelentette nekem, hogy nincs kapcsolata a víz alatti torpedókamrával (Unterwasserbreitseitraum). Ezzel meg lettünk fosztva az egyetlen hatékony közelharcfegyverünktől. A torpedókamra túlélői, köztük Horst, Nemke és Winkler fűtők, Smeets főmatróz és az egészen fiatal önkéntes Schirra később azt jelentették, hogy az ütközet elején egy lövedék átütötte a páncélfedélzetet. Meyer torpedófőgépész (Torpedoobermaschinist), Gliffe és Zender altisztek és két további személy azonnal életüket veszítették, a többiek nagy része megsebesült. A sötét helyiségbe víz tört be, a válaszajtót (Schottür) nem lehetett kinyitni, végül a túlélők részben a ruháik hátrahagyásával a páncélfedélzeten ütött lyukon át a fedélközbe feljutva menekültek meg. Több másik gránát is a fedélközben kellett felrobbanjon, mivel innen még egy sor halottat jelentettek. Az egyik kazánteremhez tartozó páncélzaton lévő nyílást például nem lehetett alulról felnyitni, mivel több holttest feküdt rajta. E találatok során sérült meg súlyosan többek között Stoffregen fűtő, aki a gépházba vezető nyílásába (Maschinenluk) esett. Helbing másodmérnök a sérült bajtársát a hátán vitte az elülső fedélközben lévő kötözőhelyre. Mikor odaért, egy gránát csapódott a helyiségbe, lovag von Boxberger törzsorvosnak (Stabsarzt) mindkét lábát leszakította, végzett Wiggers szanitécaltiszttel és több itt fekvő beteggel. A másodmérnök (Zweiter Ingenieur), akinek pár nappal korábban Wilhelmshavenben volt a háborús körülmények között megtartott esküvője, szintén súlyosan megsebesült. Kozkolewsky főgépészt (Obermaschinistenmaat) még felhozták a fedélzetre, rövid idő múlva elhunyt. Weiß péket (Bäckergast) a kötözőhelyiségből mentették ki és eközben a segítőivel birkózott, mivel a zűrzavarban a hajóba betörő angoloknak vélte őket. A kötözőhelyiséget ért találat újabb tűzfészket eredményezett a hajó elején. A sebesültek számára előkészített függőágyak azonnal tüzet fogtak. A tűz a festéken terjedt tovább és hamarosan elérte a felsőbb fedélzeteket. Az egyre inkább lángokba és füstbe burkolózó tat nyilvánvalóan korlátozta az angolok tüzének pontosságát, mivel mostantól csak néha érte egy-egy találat a hajót. Egy nehézgránát az orr-rész alatt robbant fel; az elülső tüzérség parancsnoka, Kammann alkormányos (Vizesteuermann) súlyosan sebesülten egy szekrény alá esett és később Meyer matróz és más sérültek mentették ki a lángok elől. Kammann-nal egy időben sérült meg Gröber tűzoltó is súlyosan, mellette esett el a két véletlenül a fedélzeten tartózkodó civil gépszerelő (Zivilmonteur) egyike, név szerint Kliem. A közelükben Heck cipésznek (Schustergast) leszakadt az egyik lába, ennek ellenére még részt vett a lőszer egyik még tüzelő löveghez [kézről kézre] való eljuttatásában. Az elszállításakor nagy nyugalommal megjegyezte, hogy az egyik láb hiánya az ő szakmájában nem igazán számít. A hajóorr alatti részen esett el Fischer matróz (Obermatrose), aki különösen a szívemhez nőtt, mivel már a „Bremen”-nel 1½ évet hajózott a parancsnokságom alatt. Massow matrózt a légnyomás letaszította a fedélzetről, úszva tartotta [fenn magát a vízen] és délután 6 óra körül az egyik torpedónaszádunk talált rá véletlenül és mentette ki a vízből. Igazi berliniként nem veszítette el a humorát; mellékesen magát tartotta az „Ariadne” egyetlen túlélőjének. A felső fedélzeten különösen a becsapódó lövedékek repeszhatását érezték kellemetlennek. Minden becsapódást repeszek zápora követett, nagyobb tárgyak is le lettek szakítva, így láttam egy jolle daruját is a levegőben repülni. Sajnos maga alá temette a bal oldali ágyúk egyik kezelőjét is.  A mellettem álló tisztek és legénységi állományúak hirtelen a talajon kezdtek hemperegni, de azonnal felkeltek ismét. A kérdésemre, hogy megsérült-e valaki, egyedül Zimmermann fregatthadnagy (Oberleutnant zur See) vélte úgy, hogy meghúzódott a lába. Másnap derült ki, hogy gránátszilánk fúródott a lábába. Úgy tűnt egy gránát robbant fel a közelünkben, ugyanez egy 20 lépésnyire a hajó elején álló lőszerszállítónak az egyik lábát majdnem teljesen leszakította és a teljes ruházatot leégette róla. Parancsomra később a „Danzig” tisztjei és emberei kimentették a tűzből, de sajnos az elszállítása közben elhunyt. A harci helyzetet, a súlyos sebesülteket, a mindenütt felcsapó lángokat és a készenléti lőszerünk egy részének felrobbanását tekintve nem lehet azon elcsodálkozni, hogy örömmel fogadtuk, mikor hirtelen bármi nyilvánvaló ok nélkül a minket lövő két angol csatacirkáló balra kanyarodva nyugatnak elhajózott. Tengerész szemmel nézve szép látványt nyújtott a két csatacirkáló, ahogy legnagyobb sebességgel egymás után haladva kis távolságra a tatunktól elhaladtak. Elégtételként számomra ekkor az eddig tűzárnyékban (Feuerlee) lévő bal oldali lövegeink anélkül, hogy erre parancsot kaptak volna, önkéntesek által működtetve Kramer főmatróz és más elszánt emberek irányításával, tüzet nyitottak az elvonuló ellenségre. Sokáig nem lehetett a tüzelést folytatni, mivel az angolok nagyon hamar eltűntek a ködben. Sajnos ismét rátaláltak a visszamaradt „Cöln”-re és közvetlen közelről végül teljesen szétlőtték. A hajó mintegy 250 túlélője a vízben sodródott anélkül, hogy az angolok törődtek volna velük. A kimerüléstől mind meghaltak a vízben Neumann fűtőt leszámítva, akit pár nappal később egy roncsdarabba kapaszkodva találtak meg élve.

	Az angolok elvonulása után a ronccsá lőtt „Ariadne” állapota rendkívül kritikus volt, mivel a lángok egyre inkább elharapóztak. A 26 tengeri mérföldre lévő Helgoland felé vettem az irányt, hogy ott futtassam partra a hajót. A tatot hamarosan el kellett hagyni, mivel a szó szoros értelmében vörösen izzott, emellett nem volt biztos, hogy sikerült-e a hátsó lőszerkamrát elárasztani, mivel a rudazat (Gestänge) erősen elhajlott. Elől a lőszerkamrát Pappenberg tűzoltó (Feuerleutsmaat), Roth és Lohse fűtők (Oberheizer) árasztották el. A tűz elől is rémisztő mértékben kiterebélyesedett oly mértékben, hogy itt is el kellett hagyni a többi fedélzetet. A hajó elején lévő lejárat felnyitásakor egy magas szúróláng csapott ki az alsóbb termekből. A teljes legénység koromtól elfeketülve és részben vérezve a hajó elejének hátsó részén (Back) gyülekezett, ahova a sebesülteket is szállították, köztük a tiszta véres Hemmen civil gépészt is, aki engem mindig biztosított afelől, mennyire boldog amiatt, hogy civilként egy ilyen ragyogó ütközetben részt vehetett. Azt feltételezve, hogy ütött az öreg „Ariadne” utolsó órája, háromszoros hurrát vezényeltem őfelsége a császár személyére, Keup kormányos a Flaggenliedet kezdte el énekelni, amit nagy lelkesedéssel énekeltek és melyet a Deutschlandlied követett. A legidősebb Seewehr-tagunk, a megsemmisíthetetlen Bredemeier jelzőőr még háromszoros hurrát kiáltott a parancsnoknak. Ő egyébként nem bírta kivárni egy újabb hadihajó szolgálatba állítását és önkéntesként, ahogy ő fogalmazott, minél előbb az angolokkal összekerüljön, Kutzkowsky barátjával Flandriába ment, ahol részt vett Antwerpen elfoglalásában és a békekötésig kitartott a lövészárokban.

	Mikor a vészhelyzetünk a végletekig fokozódott, a segítség a később a skagerraki csatában elesett Reiß sorhajókapitány (Kapitän zur See) parancsnokolta „Danzig” cirkáló alakjában érkezett meg. A „Danzig” vízre tette a csónakjait és a mi csónakmesterünk (Bootsmann) is vízre tette a mi két kutterünket Günther írnok, Holzheuer matróz és mások segítségével. Az összes többi csónakunk tönkrement. Elsőként a sebesülteket adták le a fedélzetről. Az épen maradottak számára a szituáció hamarosan teljesen tarthatatlanná vált a lángoló hajón, ezért parancsot kellett kiadnom, hogy az úszni tudók és a mentőmellénnyel rendelkezők vessék magukat a vízbe. Ez egy nehéz döntés volt, mivel az embereknek még 200 métert kellett úszva megtenniük és közben sokan elsodródtak. A helyzetet azonban megkönnyítette, hogy a Harder sorhajókapitány (Kapitän zur See) vezette „Stralsund” egy nagyon határozott manőverrel nagyjából 10 m távolságra [az „Ariadne”] mellé állt, annak ellenére, hogy a hajóját az „Ariadne”-n még mindig lezajló robbanások veszélyeztették. Ekkor Betz és Schwonder sorhajóhadnagyokkal (Kapitänleutnant), Zimmermann fregatthadnaggyal (Oberleutnant zur See) és Essing jelzőaltiszttel (Signalmaat) a hídon tartózkodtam. A helyzetünk a lángoló hajó füstjében és sugárzó forróságában egyre kellemetlenebbé vált. Végül már az alattunk lévő térképszoba is lángra kapott, az itt tárolt jelzőrakéták felrobbantak és a színes csillagok a fejünk körül repkedtek. A kísérőim ekkor Zimmermann fregatthadnagyot (Oberleutnant zur See) leszámítva leugrottak a fedélzetről. A mentési munkálatok kezdete óta eltelt nagyjából egy óra alatt a hajó minden részében a tűz egyre inkább alábbhagyott. Délután 4 órakor az utolsó tisztekkel és legénységi tagokkal, Zimmermann és Besserer fregatthadnagyokkal, akik még egyszer átfésülték a hajót sebesülteket keresve, valamint gépkezelőkkel, akik Hohenstein vezető mérnök irányításával bátran kitartottak az alsóbb termekben, és a Tierfeld jelzőőr vezette kormányműt működtető személyzet tagjaival (Gefechtsrudergäste) a hajót a saját kutterünkkel hagytuk el. A sérült Westermann fregatthadnagy kormányozta. A gépek és a kormányművek kezelőinek romokon és lángokon kellett átküzdenie magát a fedélközben, hogy feljuthassanak a felső fedélzetre. Átszálltam a „Stralsund”-ra, hogy a parancsnokkal az „Ariadne” Wilhelmshavenbe való bevontatását megbeszéljem. Ekkortájt tűntek fel a „Moltke” és a „Von der Tann” nagycirkálók (értsd: csatacirkálók) a színen, [és] az egyik velük tartó torpedónaszád-flottilla olyan nagy hullámokat keltett, hogy az „Ariadne” dülöngélni kezdett. A harcban találatot kapott előárbóc, amelyről v. Knoblauch zászlós (Fähnrich) egy jelzőőrrel az ütközet során megfigyelést végzett, eldőlt bal oldalra. Az „Ariadne” [emiatt] megdőlt balra és hirtelen átfordult. Feltételezem, hogy ennek oka nagy vízmennyiségnek egy lövedék ütötte vízvonal menti nagy lyukon való beáramlása volt. A gerincével felfelé sodródó „Ariadne”-t a saját hajóink tűz alá vették, elkerülendő, hogy a saját erőink számára hajózási akadályt képezzen. Alámerült a mélybe, 66 halott hőst vitt magával. E hősök emlékének nem tudok szebb szavakat szentelni, mint egy költemény utolsó strófáját, melyet az ütközetben szintén megsebesült Beisel gépész-altiszt (Obermaschinistenmaat) intézett a szerzőhöz:
Éljetek jól bajtársak békés nyugalomban!
Ha nem is borít titeket virág dombhalomban,
Gondolunk rátok! Szívünkbe vagytok írva,
Ti, akiknek az „Ariadne” a sírja.
Az „Ariadne” mintegy 230 túlélőjéből 60 ember nagyobbrészt nagyon súlyosan megsebesült. A „Danzig” parancsnoka az „Ariadne” legénységének viselkedéséről a következőket jelentette:
„Az ’Ariadne’ legénysége nagyszerű volt. Mikor a ’Danzig’ segítségül érkezett, a széttépett hajó alsó termeiben minden égett, a lőszer folyamatos robbanása hosszú szúrólángokat, lövedékdarabokat és repeszeket lövellt minden irányba. A híd, az orr-rész (Back), a bal oldali középső fedélzet tűntek egyedül olyan helyeknek, ahol lehetett még tartózkodni. A kimentése után is az „Ariadne” legénysége kiválóan viselkedett. A részben borzalmas sérüléseket szenvedett sebesültek nagyszerűen tartották magukat. Nem volt siránkozás, panaszkodás, nyögdécselés is alig. A kimentettek hangulata nagyon jó volt, majdhogynem jókedvűek voltak.”
Este Wilhelmshavenbe visszatérve az S. M. S. „Ariadne” legénységének sebesülést nem szenvedett része dacos hazafias dalokat énekelve vonult a matróz- és hajógyári hadosztályok kaszárnyáiba. A sebesülteket hosszú menetoszlopokkal (im langen Zuge) vitték a helyőrségi kórházba.

Az „Ariadne”-legénység sok tagjától később sajnos a más helyre való áthelyezés miatt elszakadtam, de örömömre sokukkal levelező kapcsolatban maradtam.”

## Parancsnokok
| 1901. május 18. – 1901. július 26.       | Karl Deubel fregattkapitány                                    |
| 1902. október 1. – 1904. szeptember      | Adolph Josephi korvettkapitány/fregattkapitány/sorhajókapitány |
| 1904. szeptember – 1906. szeptember 22.  | Johannes Schirmer korvettkapitány/fregattkapitány              |
| 1914. augusztus 2. – 1914. augusztus 28. | Hans Seebohm sorhajókapitány                                   |

## Fordítás
- Ez a szócikk részben vagy egészben  a   SMS Ariadne (1900) című német Wikipédia-szócikk ezen változatának fordításán alapul.  Az eredeti cikk szerkesztőit annak laptörténete sorolja fel. Ez a jelzés csupán a megfogalmazás eredetét és a szerzői jogokat jelzi, nem szolgál a cikkben szereplő információk forrásmegjelöléseként.
- Ez a szócikk részben vagy egészben  a   SMS Ariadne című angol Wikipédia-szócikk ezen változatának fordításán alapul.  Az eredeti cikk szerkesztőit annak laptörténete sorolja fel. Ez a jelzés csupán a megfogalmazás eredetét és a szerzői jogokat jelzi, nem szolgál a cikkben szereplő információk forrásmegjelöléseként.

## Linkek
- Kaiserliche Marine: SMS Ariadne Archiválva 2013. június 22-i dátummal a Wayback Machine-ben a Deutsche-Schutzgebiete.de oldalon
- A Gazelle-osztály (Worldwar1.co.uk)
- SMS Ariadne a Battleships-Cruisers.co.uk oldalon
- Gazelle-osztály a Historyofwar.org oldalon
- Florian Huber / Jan M. Witt: Das Seegefecht bei Helgoland – Schiffswracks in Gefahr in: Leinen Los! 2018 1-2, 48-50. o.